# Yuichirō Tanaka
Pour les articles homonymes, voir Tanaka.
Yuichirō Tanaka (田中諭一郎, Tanaka Yuichirō) (1901-1983), abrégé en Yu.Tanaka est un botaniste et agronome japonais qui a contribué à la connaissance des agrumes et à leur taxonomie.
Il ne doit pas être confondu avec Tyōzaburō Tanaka (1885-1976) abréviation Tanaka, dont il fut l'élève et le continuateur.

## Biographie
Naissance le 1er mai 1901 (préfecture d'Aichi), il est diplômé de l'École agricole et forestière de la préfecture d'Aichi en 1919 et devient assistant à l'Université Impériale de Taipei, en 1941 il entre comme ingénieur à la station expérimentale sur les agrumes de la préfecture de Shizuoka puis directeur en 1946 où il travaille sur la culture de divers cultivars de mikan.
Il meurt le 25 novembre 1983.
Il a décrit et nommé 128 espèces d'agrumes, dont les limes (de Tahiti, de Perse, Bearss) Citrus latifolia (Yu. Tanaka) le citron Meyer (C. Meyeri Yu. Tanaka) et des curiosités japonaises: C. funadoko Yu.Tanaka (Citrologia, Univ. Osaka, 1961), Otachibana (C. otachibana), le Natsuzabon (C. Hiroshimana), C. Oto Hort. ex Yuichiro Tanaka proche de C. depressa, agrume d'Okinawa.

## Publications
- Avec Tyōzaburō Tanaka. Propagation of citrus fruits in Japan. Tanaka Citrus Exper. Station Mem. 1932 (traduit en anglais du japonais, Studia Citrologica. 1930)
- The inter-relation between scion and stock in Citrus. Studioa citrologica. 1931. (en japonais avec sommaire en anglais)[11]
- Avec Tyōzaburō Tanaka. On certain new species of Citrus. 1928[12].
- Une iconographie des agrumes japonais. Tokyo Yokendo, 2 vol (en japonais). 1948[13]
- 総論及果樹 Discussion générale et arbres fruitiers, Myobundo Série Méthodes de propagation des plantes horticoles. 1949[14]
- 庭木・温室植物及一般草花 Arbres de jardin, plantes de serre et fleurs en général, Myobundo Série Méthodes de propagation des plantes horticoles. 1949
- ミカンの増収技術 Technologie pour augmenter la productivité des agrumes. Association Fumine. 1960[15]
- 日本柑橘図譜 : 日本に於ける柑橘の種類に関する譜学的研究 Iconographie des agrumes au Japon : une étude descriptive des espèces d'agrumes au Japon. Yokendo. 1980[16]